# Цзинань Яоцян
Международный аэропорт Цзинань Яоцян (ИАТА: TNA, ИКАО: ZSJN) — главный аэропорт, обслуживающий город Цзинань (столица провинции Шаньдун) на востоке Китая. Построен в 1992 году. Аэропорт расположен в 30 км к северо-востоку от центра города, назван в честь ближайшего прилегающего городского района.
По стоянию на 2018 год аэропорт обслуживал 150 маршрутов в 82 города, включая 15 международных. Пассажиропоток в 2020 году составил более 12 000 000 пассажиров.
Здание терминала международного аэропорта Цзинань имеет общую площадь 114 000 м² и может обслуживать 18 миллионов пассажиров в год, 4 500 пассажиров в час пик и 100 000 взлётов/посадок; лётная зона относится к классу 4E и может принимать самолёты Boeing 747-400; перрон имеет общую площадь 440 000 м² и может одновременно размещать 37 самолётов. Аэропорт располагает 24 выходами на посадку.
В рамках транспортной инфраструктуры аэропорт связан с автострадами Пекин — Шанхай и Циндао — Иньчуань. Автобусное сообщение связывает аэропорт с ближайшими городами.

## История
Первая очередь аэропорта Цзинань была открыта для эксплуатации 26 июля 1992 года. Первый этап строительства был рассчитан на перевозку 500 000 пассажиров в год, площадь здания терминала составит 13 050 м², длина взлетно-посадочной полосы аэропорта — 2 600 метров. К 1994 году пропускная способность аэропорта превысила его первоначальную проектную мощность, и срочно потребовался проект расширения.
В 1998 году в аэропорту Цзинань было проведено расширение. Проект расширения предусматривал удлинение первоначальной взлётно-посадочной полосы на юг на 1000 метров и превращение её в параллельную рулежную дорожку; строительство новой основной взлётно-посадочной полосы длиной 3600 метров и шириной 60 метров в 200 метрах к востоку от первоначальной полосы; строительство семи новых полос связи между основной полосой и рулёжной дорожкой, улучшение прочей инфраструктуры. После расширения лётная зона была классифицирована как 4E и могла осуществлять посадку и взлёт широкофюзеляжных самолётов Boeing 747-400 и ниже различных типов.
В октябре 2000 года расширение зоны полётов было официально завершено.
В 2003 году был запущен проект расширения терминальной зоны, 28 марта 2005 года был введён новый терминал. В 2010 году была запущена новая реконструкция, направленная на увеличение пропускной способности до 8 миллионов пассажиров в год и 3 200 пассажиров в час пик. После завершения работ длина здания нового терминала с севера на юг составила 465 метров, ширина — от 120 до 50 метров, максимальная высота крыши — 32,8 метра, общая площадь здания — 80 000 м². Старое здание терминала было переоборудовано в грузовое помещение площадью 14 000 м².
В марте 2012 года был запущен проект «Южный коридор», к 2015 году проект был завершён. После открытия Южного коридора общая площадь терминала составила 114 000 м².
В 2017 году началась реализация проекта «Северный коридор», который был завершён в 2020 году, после реконструкции аэропорт способен удовлетворить потребности боле 18 000 000 пассажиров в год.
Согласно генеральному плану развития Международный аэропорт Цзинань Яоцян позиционируется как региональный узловой аэропорт. Предполагается, что к 2030 году пассажиропоток аэропорта составит порядка 50 млн пассажиров в год. К этому времени аэропорт будет располагать 4 взлётно-посадочными полосами.